# Mnesampela macroptila
Mnesampela macroptila là một loài bướm đêm trong họ Geometridae.